# Youssoufa Moukoko
Youssoufa Moukoko (Yaoundé, 2004. november 20. –) kameruni származású, német válogatott labdarúgó, a dán København játékosa. A Dortmund, a Bundesliga, a Bajnokok Ligája, és a 2022-es katari világbajnokság legfiatalabb játékosa.

## Pályafutása

### Korai évei
Életének első tíz évében nagyszüleinél nőtt fel Kamerun fővárosában, Yaoundében, egy túlnyomórészt muszlim közegben. Apja, Joseph, aki az 1990-es évek óta német állampolgárként Hamburgban él, 2014 nyarán vitte fiát Németországba. Négy testvére van, az egyik, Borel szintén labdarúgó, a Schwarz-Weiß Essen játékosa.
2014-ben csatlakozott a FC St. Paulihoz, ahol az U13-as csapat tagja lett. 13 mérkőzésen 23 gólt szerzett. 2016 júliusában került a Borussia Dortmund akadémiájára. Tizenhárom évesen már az U17-es korosztályos bajnokságban szerepelt. A 2019–2020-as szezonban előlépett az U19-es csapatba, mindössze 14 évesen. A 
bajnokság első találkozóján hat találatot szerzett egy 9–2-es Wuppertaler SV elleni mérkőzésen. Az első UEFA Ifjúsági Liga mérkőzését 2019. szeptember 17-én játszotta az FC Barcelona ellen, ezzel a kupasorozat legfiatalabb játékosa, majd október 23-án a legfiatalabb gólszerzője lett a sorozatnak, az Internazionale ellen szerzett találatának köszönhetően.

### Klubcsapatokban

#### Borussia Dortmund
2020. november 21-én nevezték először a felnőtt csapatba, a Hertha BSC elleni 5–2-es idegenbeli mérkőzésre, ahol a 85. játékpercben Erling Haalandot váltva, a klub és a Bundesliga legfiatalabb játékosaként debütált; 16 évesen és 1 naposan.
November 24-én nevezték először a Bajnokok Ligájába, egy 3–0-s hazai, Club Brugge elleni találkozóra. December 8-án újabb rekordot állított be, ugyanis ő lett a legifjabb pályára lépő játékosa a kupasorozatnak, miután játéklehetőséget kapott a Zenyit elleni idegenbeli csoportmérkőzésen, 16 évesen és 18 naposan.
December 15-én ugyancsak ő lett a legfiatalabb a bajnokságba, és a klub történetében, aki a kezdőcsapatban kapott lehetőséget, a SV Werder Bremen ellen idegenben 2–1-re megnyert mérkőzésen. A bajnokság 13. fordulójában gólt szerzett az Union Berlin ellen 2–1-re elveszített bajnokin, ezzel pedig Florian Wirtz rekordját megdöntve a Bundesliga legfiatalabb gólszerzője lett.

#### Nice
2024. augusztus 28-án kölcsönben került az OGC Nice csapatához vételi opcióval.

#### København
2025. június 28-án 2030 nyaráig szóló szerződést kötött a dán København csapatával.

### A válogatottban
Kameruni és német állampolgársággal is rendelkezik. 2017. szeptember 11-én mutatkozott be a német U16-os válogatottban, egy 3–1-es Ausztria elleni idegenbeli mérkőzésen, majd ugyancsak Ausztria ellen két nappal később megszerezte az első gólját is német színekben.
2020. szeptember 3-án debütált a német U20-as válogatottban, egy Dánia elleni hazai 2–1-es siker alkalmával, ahol 3. percben egy asszisztot is kiosztott.
2021. márciusában tagja volt annak a Német U21-es válogatott keretnek, amely szerepelt a 2021-es Európa bajnokságon, de nem kapott játéklehetőséget.
Az első mérkőzése szeptember 2-án volt, a San Marino U21-es válogatott elleni 6–0-s idegenbeli Európa bajnoki selejtező mérkőzésen. Amelyen két gólt szerzett. Ezáltal a legfiatalabb játékosa, és gólszerzője lett a csapatnak.

#### A felnőttcsapatban
2022. november 10-én Hansi Flick nevezte a csapat 26-fős keretébe a 2022-es katari világbajnokságra.
November 16-án debütált az Omán elleni 1–0-ra megnyert felkészülési mérkőzésen. Ezzel minden idők negyedik legfiatalabb játékosa lett a csapatnak.
November 23-án a 2022-es világbajnokság legfiatalabb játékosaként debütált az E-csoport első fordulójában Japán ellen, a találkozó utolsó perceiben érkezett a pályára Serge Gnabry-t váltva.

## Statisztika
2025. február 5-i állapot szerint.
| Klub                 | Szezon   | Bajnokság  | Bajnokság | Bajnokság | Kupa  | Kupa  | Nemzetközi | Nemzetközi | Egyéb | Egyéb | Összes | Összes |
| Klub                 | Szezon   | Liga       | Mérk.     | Gólok     | Mérk. | Gólok | Mérk.      | Gólok      | Mérk. | Gólok | Mérk.  | Gólok  |
| -------------------- | -------- | ---------- | --------- | --------- | ----- | ----- | ---------- | ---------- | ----- | ----- | ------ | ------ |
| Borussia Dortmund    | 2020–21  | Bundesliga | 14        | 3         | 0     | 0     | 1          | 0          | 0     | 0     | 15     | 3      |
| Borussia Dortmund    | 2021–22  | Bundesliga | 16        | 2         | 2     | 0     | 3          | 0          | 1     | 0     | 22     | 2      |
| Borussia Dortmund    | 2022–23  | Bundesliga | 26        | 7         | 3     | 0     | 6          | 0          | —     | —     | 35     | 7      |
| Borussia Dortmund    | 2023–24  | Bundesliga | 20        | 5         | 3     | 1     | 4          | 0          | —     | —     | 27     | 6      |
| Borussia Dortmund    | Összesen | Összesen   | 76        | 17        | 8     | 1     | 14         | 0          | 1     | 0     | 99     | 18     |
| Borussia Dortmund II | 2021–22  | 3. Liga    | 2         | 1         | —     | —     | —          | —          | —     | —     | 2      | 1      |
| Borussia Dortmund II | Összesen | Összesen   | 2         | 1         | —     | —     | —          | —          | 0     | 0     | 2      | 1      |
| Nice (kölcsön)       | 2024–25  | Ligue 1    | 11        | 2         | 3     | 0     | 8          | 0          | —     | —     | 22     | 2      |
| Nice (kölcsön)       | Összesen | Összesen   | 11        | 2         | 3     | 0     | 8          | 0          | 0     | 0     | 22     | 2      |
| Összesen             | Összesen | Összesen   | 89        | 20        | 11    | 1     | 22         | 0          | 1     | 0     | 123    | 21     |

1. 1 2 3  Mérkőzése(i) a Bajnokok Ligájában.
2. ↑  Bajnokok Ligája: egy mérkőzés. 
 Európa Liga: két mérkőzés.
3. ↑  Mérkőzése(i) a Német Szuperkupában.
4. ↑  Mérkőzése(i) az Európa-ligában.

### A válogatottban
2022. december 21-i állapot szerint.
| Németország | Németország | Németország |
| Év          | Mérk.       | Gólok       |
| ----------- | ----------- | ----------- |
| 2022        | 2           | 0           |
| ÖSSZESEN    | 2           | 0           |